# Diplodactylus platyurus
Espèce
Diplodactylus platyurus est une espèce de gecko de la famille des Diplodactylidae.

## Répartition
Cette espèce est endémique d'Australie. Elle se rencontre au Queensland, en Nouvelle-Galles du Sud et dans l'est de l'Australie-Méridionale. 

## Description
Diplodactylus platyurus mesure de 40,55 à 60,21 mm de longueur standard.

## Alimentation
Son régime alimentaire se compose de fourmis et de termites.

## Publication originale
- Parker, 1926 : New reptiles and a new frog from Queensland. Annals and Magazine of Natural History, sér. 9, vol. 17, p. 665-670.